# Paterna del Río
Paterna del Río es un municipio español de la provincia de Almería, en la comunidad autónoma de Andalucía. El término municipal, situado en la parte noroccidental de la comarca de la Alpujarra Almeriense, tiene una población de 396 habitantes (INE 2024). Gran parte de él se encuentra en el parque nacional y natural de Sierra Nevada, incluido el nacimiento del río Paterna.

## Toponimia
El topónimo Paterna procede, al parecer, del latín paterna, ‘del padre’ o ‘de Paternus’. La denominación del Río fue otorgada por Real Decreto el 2 de julio de 1916, para evitar la confusión con Paterna, en la provincia de Valencia.
El hecho de que desde su origen musulmán se dividiera en cuatro barrios provocó que popularmente se conociera como Paternas, denominación que nunca fue oficial.

## Geografía
Además de la cabecera municipal, Paterna del Río cuenta también con otra entidad de población según el nomenclátor publicado por el Instituto Nacional de Estadística: Baños de Santiago, también conocido como Guarros.
Limita con los municipios almerienses de Bayárcal, Alcolea, Laujar de Andarax, Fondón —por enclave— y Fiñana, y con el municipio granadino de Huéneja
| Noroeste: Bayárcal | Norte: Huéneja (GR) | Nordeste: Laujar de Andarax      |
| Oeste: Bayárcal    |                     | Este: Laujar de Andarax y Fondón |
| Suroeste: Bayárcal | Sur: Alcolea        | Sureste: Laujar de Andarax       |

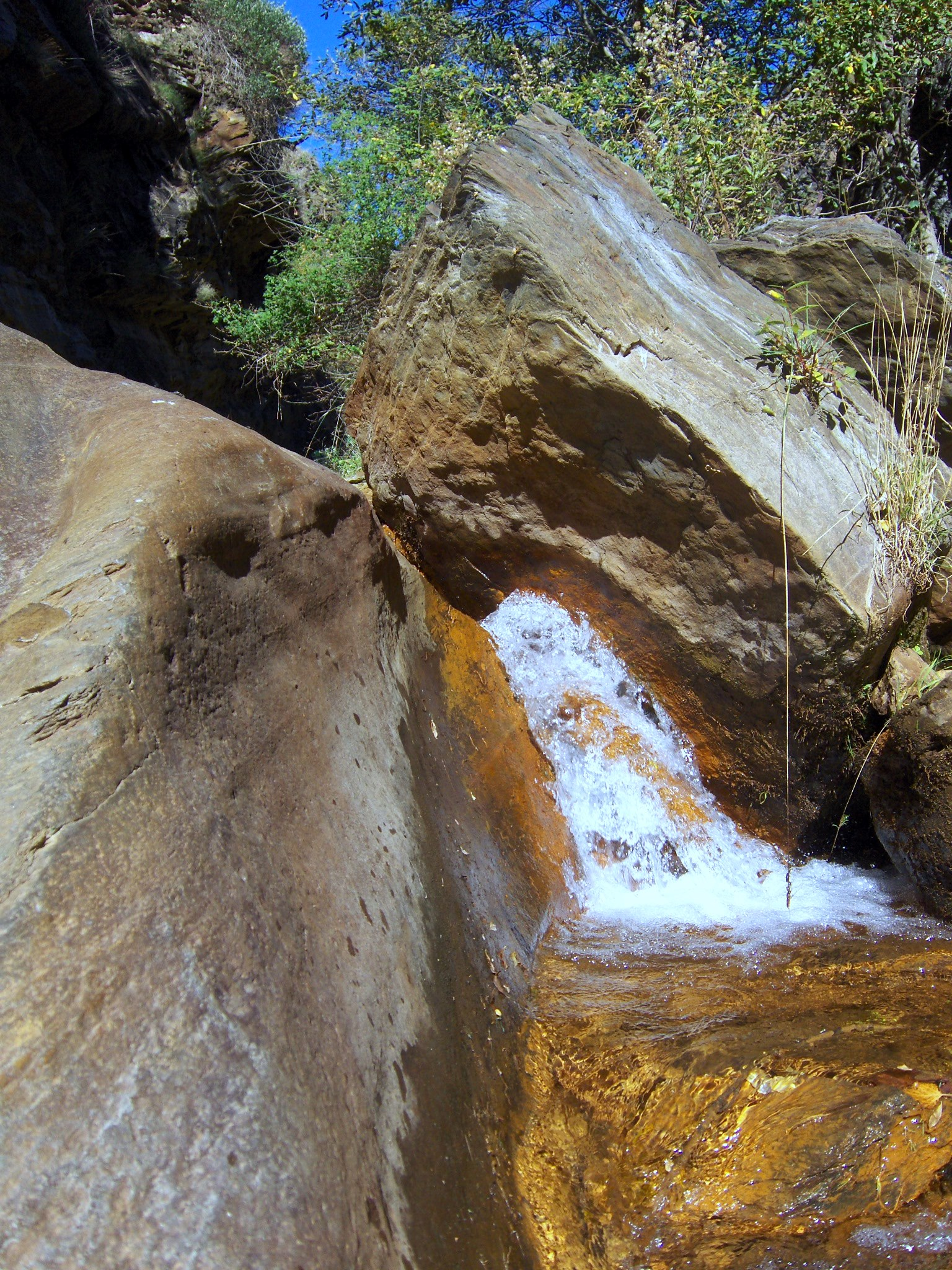
El río Paterna, que desemboca en el Mediterráneo como río Adra.

El municipio se asienta sobre unos suelos calizo-dolomíticos que permiten la circulación subterránea del agua del deshielo, con importantes depósitos férricos que fueron explotados hasta mediados del siglo XX.

### Riesgos naturales
El municipio de Paterna del Río cuenta con un PTEL que cumple con la Ley 5/2010 sobre autonomía local.

## Naturaleza
El municipio lo recorre el río Paterna, en la cabeza del río Adra.Alberga una serie de árboles y arboledas singulares, con el castañar situado más al este de Andalucía, el de la Balsa Grande, que se extiende por  72 hectáreas. Como árbol singular destaca el Castaño de Constantino, el cual tiene más de 10 metros de altura, un denso ramaje y un contorno de 6,6 metros cerca de la base. En la pedanía de Guarros también se pueden encontrar manantiales gaseados y sulfurados.

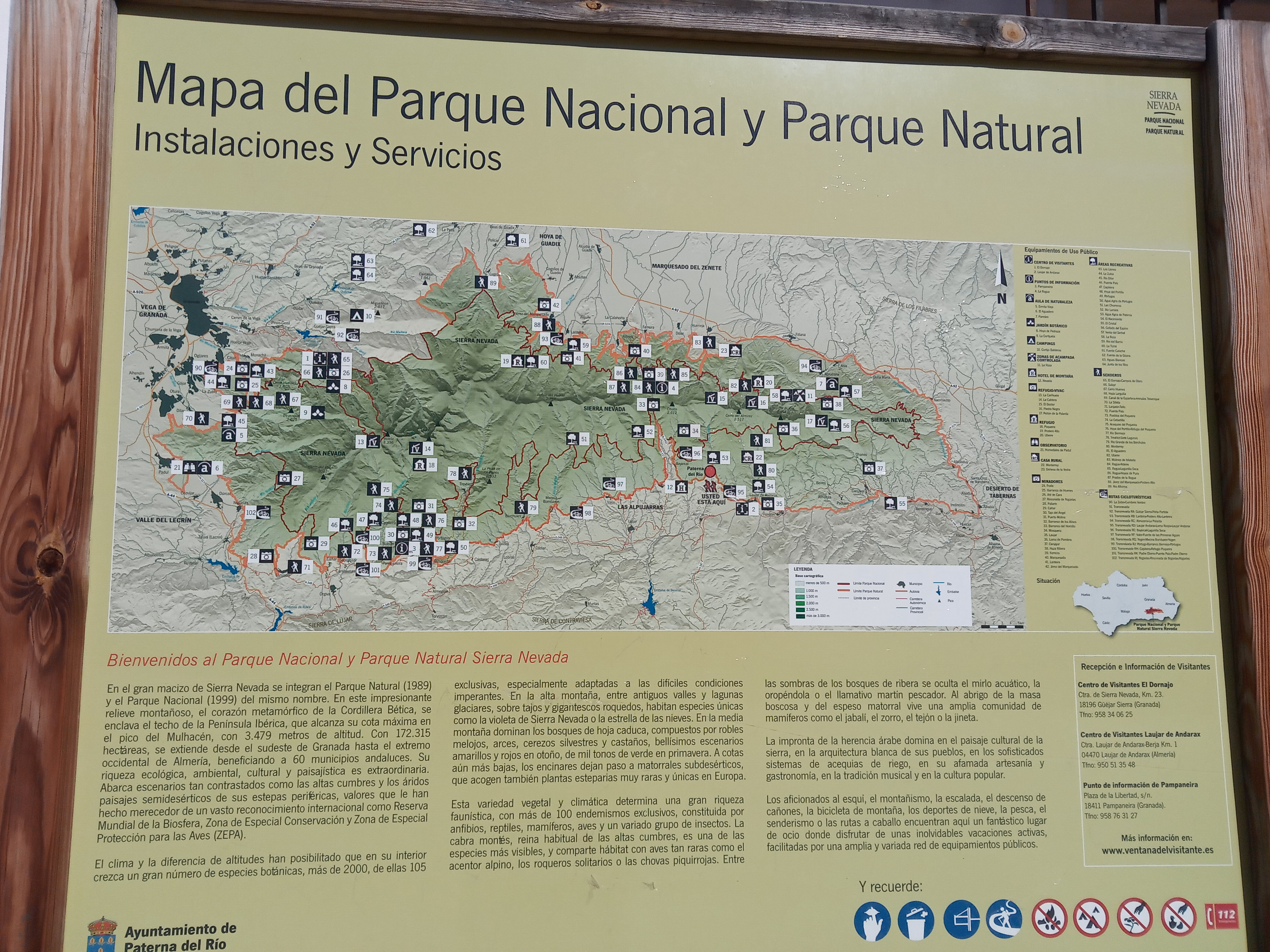
Mapa de servicios del parque natural

### Espacios protegidos
El municipio tiene parte de su extensión dentro del parque nacional y natural de Sierra Nevada, que incluye la zona de importancia comunitaria y la reserva de la biosfera de Sierra Nevada, donde destacan sus endemismos florales, ecosistemas únicos y su interés geológico. El parque nacional de Sierra Nevada, ocupa un 40,4% del total municipal.

## Historia
Hacia febrero de 1569, en el contexto de la rebelión de las Alpujarras, las tropas del Marqués de Mondéjar salieron victoriosas de un enfrentamiento contra unos 4000 moriscos sublevados en la cercana pedanía de Guarros, provocando la huida de Aben Humeya a Paterna. Al terminar el conflicto, la localidad fue repoblada con un centenar de personas, mayormente gallegos.
Hasta la reforma de la nomenclatura municipal de 1916 el municipio se llamaba simplemente Paterna. En dicha fecha su nombre fue modificado por el de Paterna del Río.

## Geografía humana

### Demografía
Cuenta con una población de 396 habitantes (INE 2024).
| Gráfica de evolución demográfica de Paterna del Río entre 1842 y 2021 |
| |
| Población de derecho según los censos de población del INE. Población de hecho según los censos de población del INE.En estos censos se denominaba Paterna: 1842, 1857, 1860, 1877, 1887, 1897, 1900 y 1910. |

### Economía
| Gráfica de evolución de Deuda viva del Ayuntamiento de Paterna del Río entre 2008 y 2019                                |
| |
| Deuda viva del Ayuntamiento de Paterna del Río en miles de Euros según datos del Ministerio de Hacienda y Ad. Públicas. |

## Símbolos

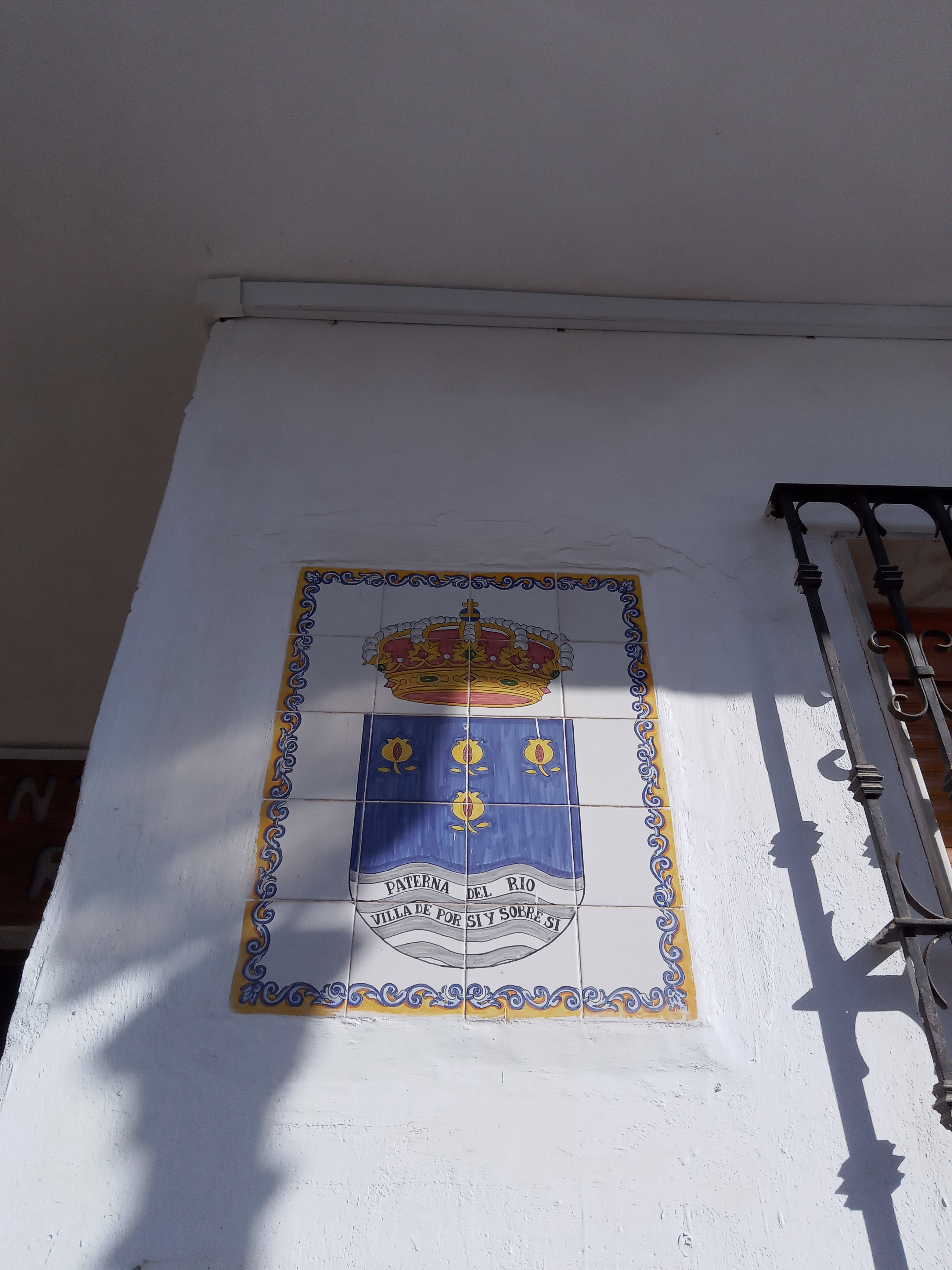
Escudo del municipio en el edificio del ayuntamiento.

Paterna del Río cuenta con un escudo y bandera adoptados oficialmente el 12 de marzo de 2015.

### Escudo
Su descripción heráldica es la siguiente:

Escudo español de un solo cuartel: de azur (azul), con cuatro granadas de oro (amarillo) en jefe (tres en registro superior y una inferior centrada), y en la punta franjas onduladas de plata (blanco). Al timbre corona real cerrada.

Los elementos que se eligieron representan a las cuatro alquerías de Las Paternas pertenecientes al Reino de Granada: Haratalbolote, (barrio de los Castillos), Haratalguacil (Fuente Castaño); Haratalbenmuza (barrio de la Plaza) y Guarros (Baños de Santiago). Las ondas representan al río Paterna.

### Bandera

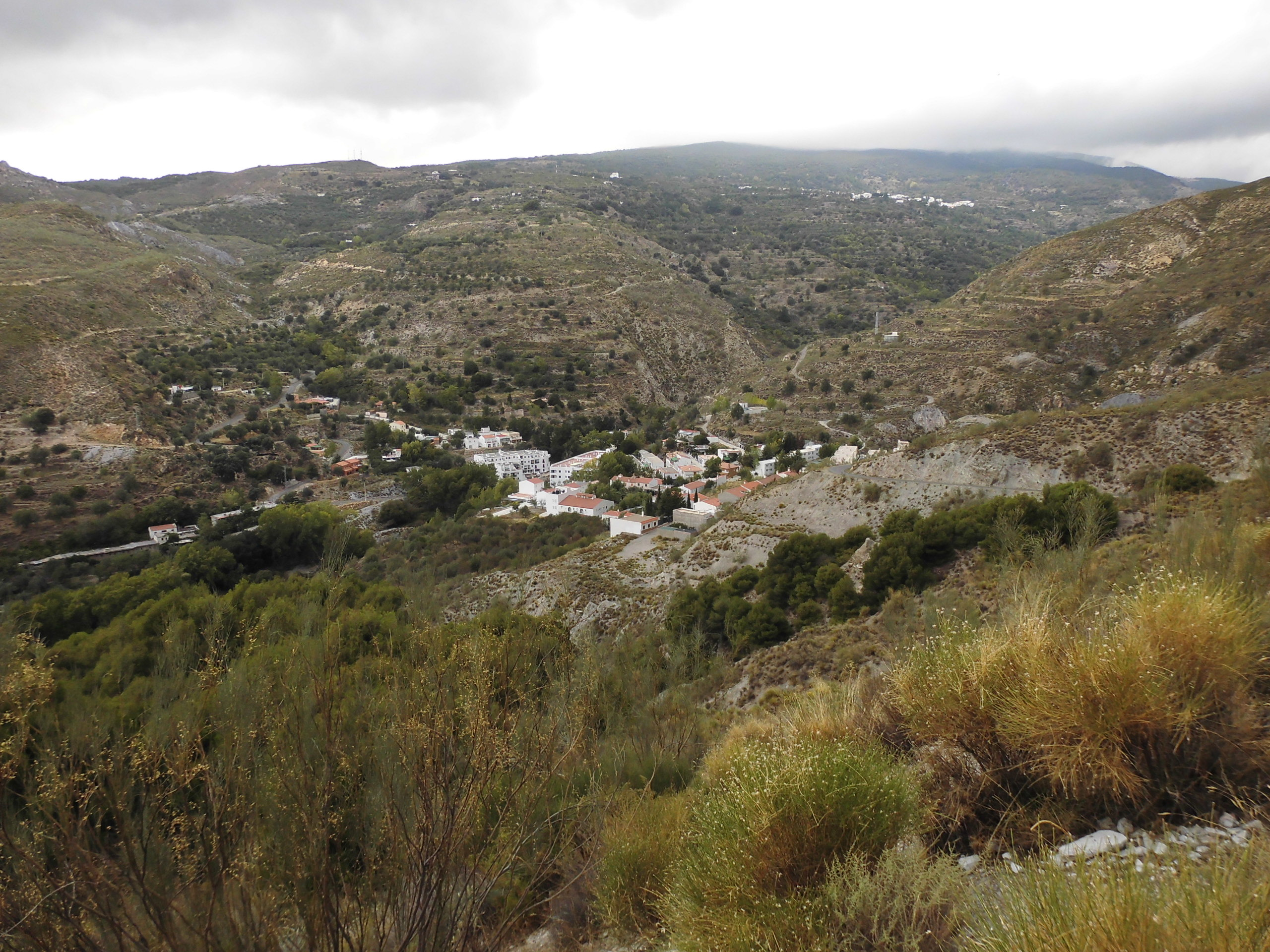
Baños de Santiago, o Guarros.

La enseña del municipio tiene la siguiente descripción:

Bandera rectangular con una proporción de tamaño de 25 unidades de largo por 15 de ancho, con sendos fondos de oro y rojo de gules, alternados en cuatro campos o cuarteles separados por una doble cinta de plata cruzándose ortogonalmente en una disposición a la izquierda de la composición de la bandera. El escudo oficial de Paterna del Río está centrado a la izquierda en la intersección de la doble cinta de plata y muestra un tamaño de proporción de un 20% de la longitud total de la bandera.

La colocación de las cintas de plata y su cruce se realiza con la siguiente disposición: en desarrollo vertical se coloca a la mitad de la altura total de la bandera. En desarrollo horizontal se coloca a la izquierda, en una disposición de 1/3 de la longitud total.

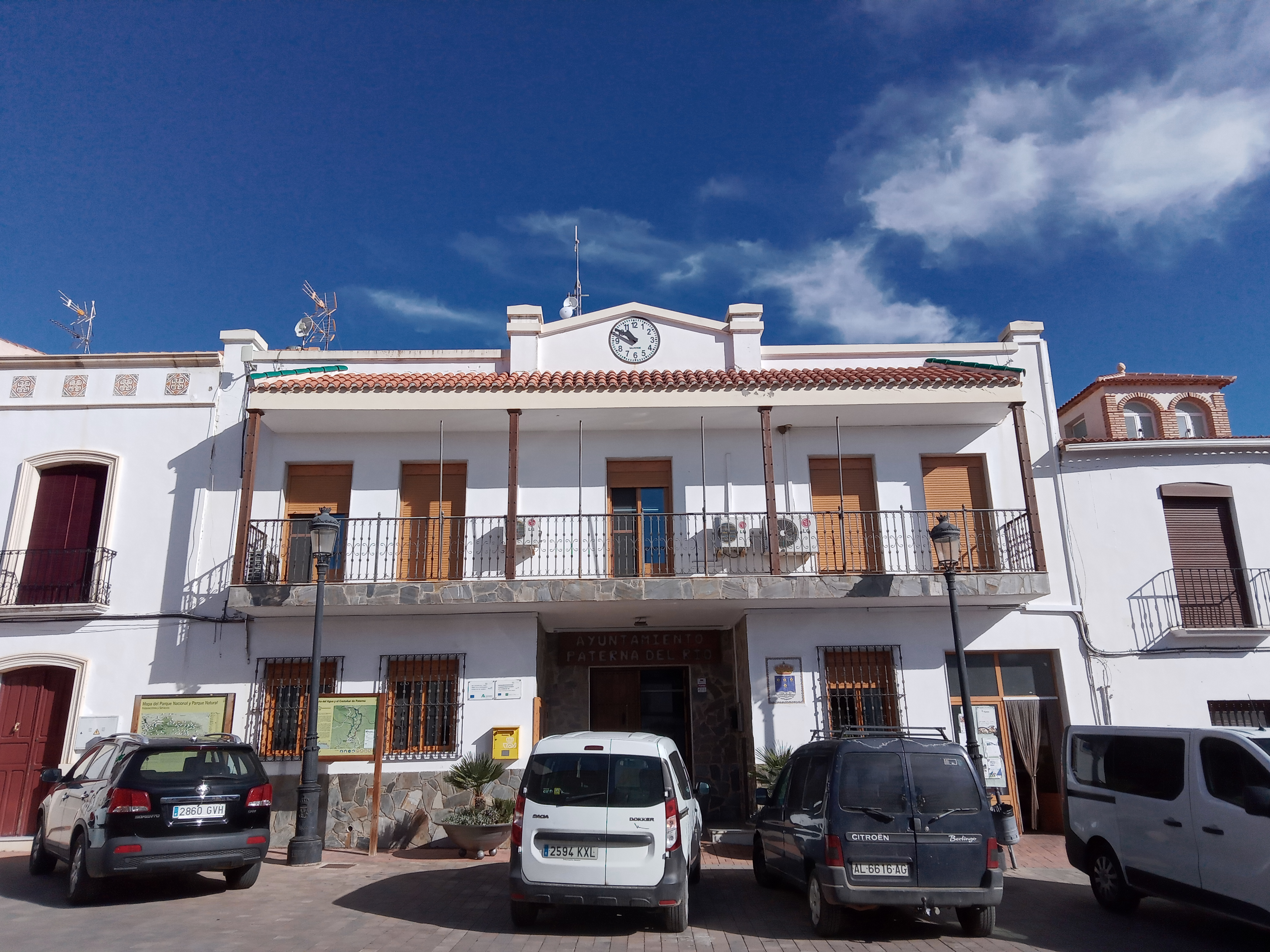
Casa consistorial.

## Política
| Legislatura | Nombre                                                         | Partido Político |
| ----------- | -------------------------------------------------------------- | ---------------- |
| 1979-1983   | Pablo Velázquez Campos                                         | UCD              |
| 1983-1987   | Pablo Velázquez Campos                                         | PIDA             |
| 1987-1991   | José Antonio Asensio Carmona                                   | AP               |
| 1991-1995   | Pablo Velázquez Campos (1991-1992) José López Díaz (1992-1995) | PP PSOE          |
| 1995-1999   | Antonio Serrano Carmona                                        | PP               |
| 1999-2003   | Antonio Serrano Carmona                                        | PP               |
| 2003-2007   | Antonio Serrano Carmona                                        | PP               |
| 2007-2011   | José Asensio Águila                                            | PSOE             |
| 2011-2015   | José Asensio Águila                                            | PSOE             |
| 2015-2019   | José Asensio Águila                                            | PSOE             |
| 2019-2023   | José Asensio Águila                                            | PSOE             |
| 2023-act.   | José Asensio Águila                                            | PSOE             |

## Servicios públicos

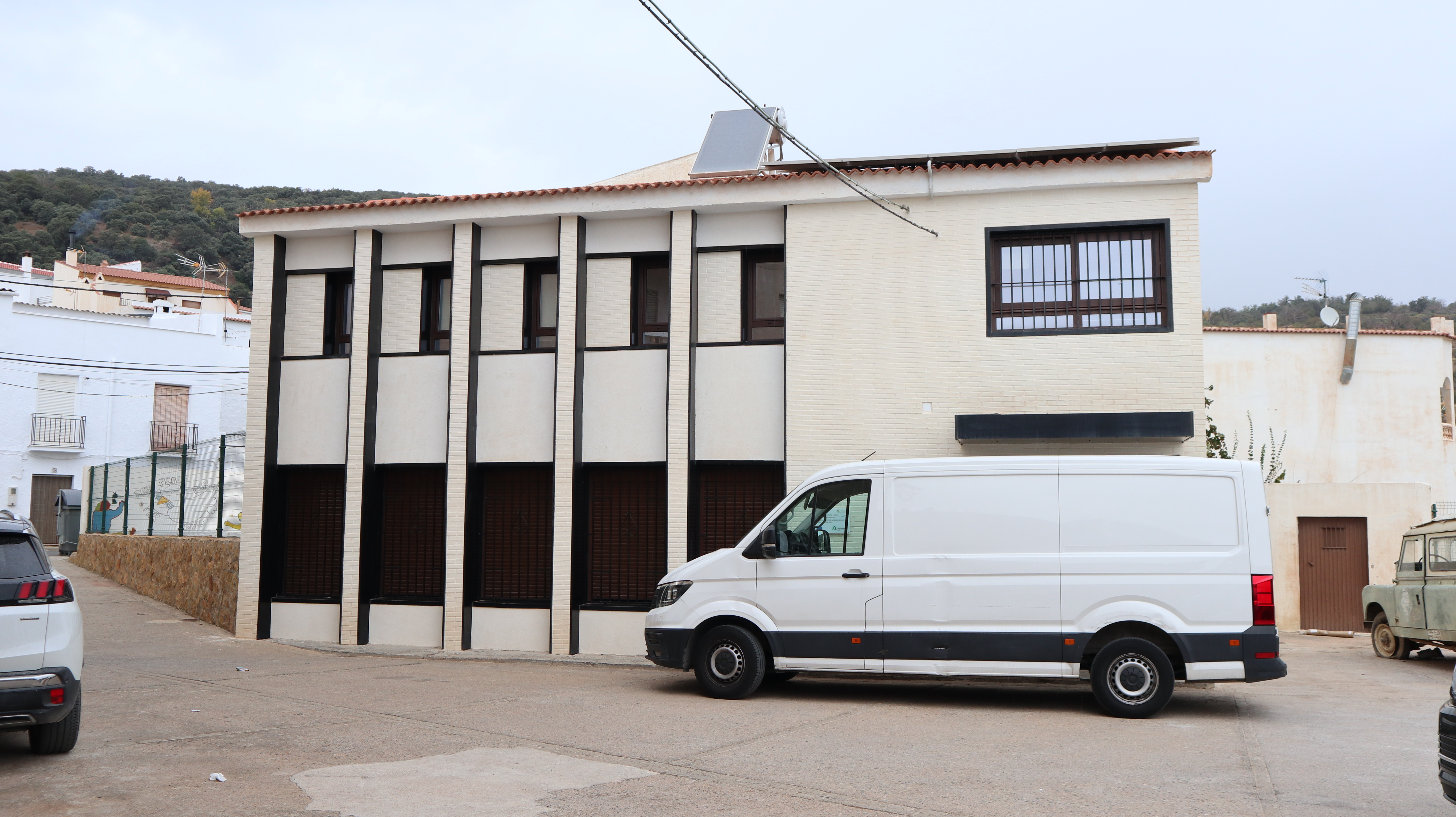
Colegio Alpujarra Alta

### Educación
El municipio cuenta con un colegio, el CPR Alpujarra Alta, y el SEP Alpujarra Alta.

### Sanidad
Existe un consultorio médico que pasa consulta 5 días a la semana.

## Cultura

### Patrimonio religioso

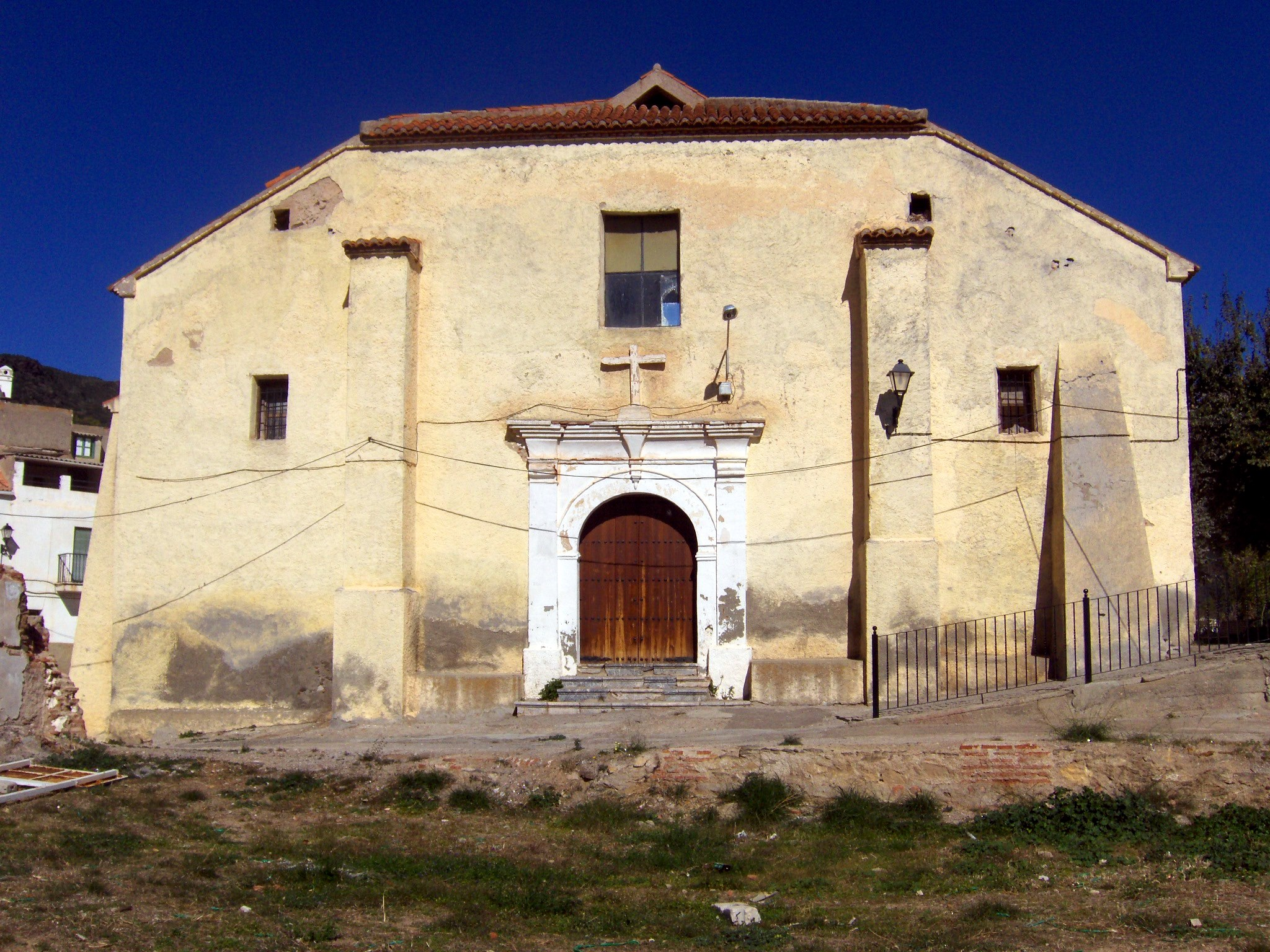
Iglesia de San Juan Evangelista

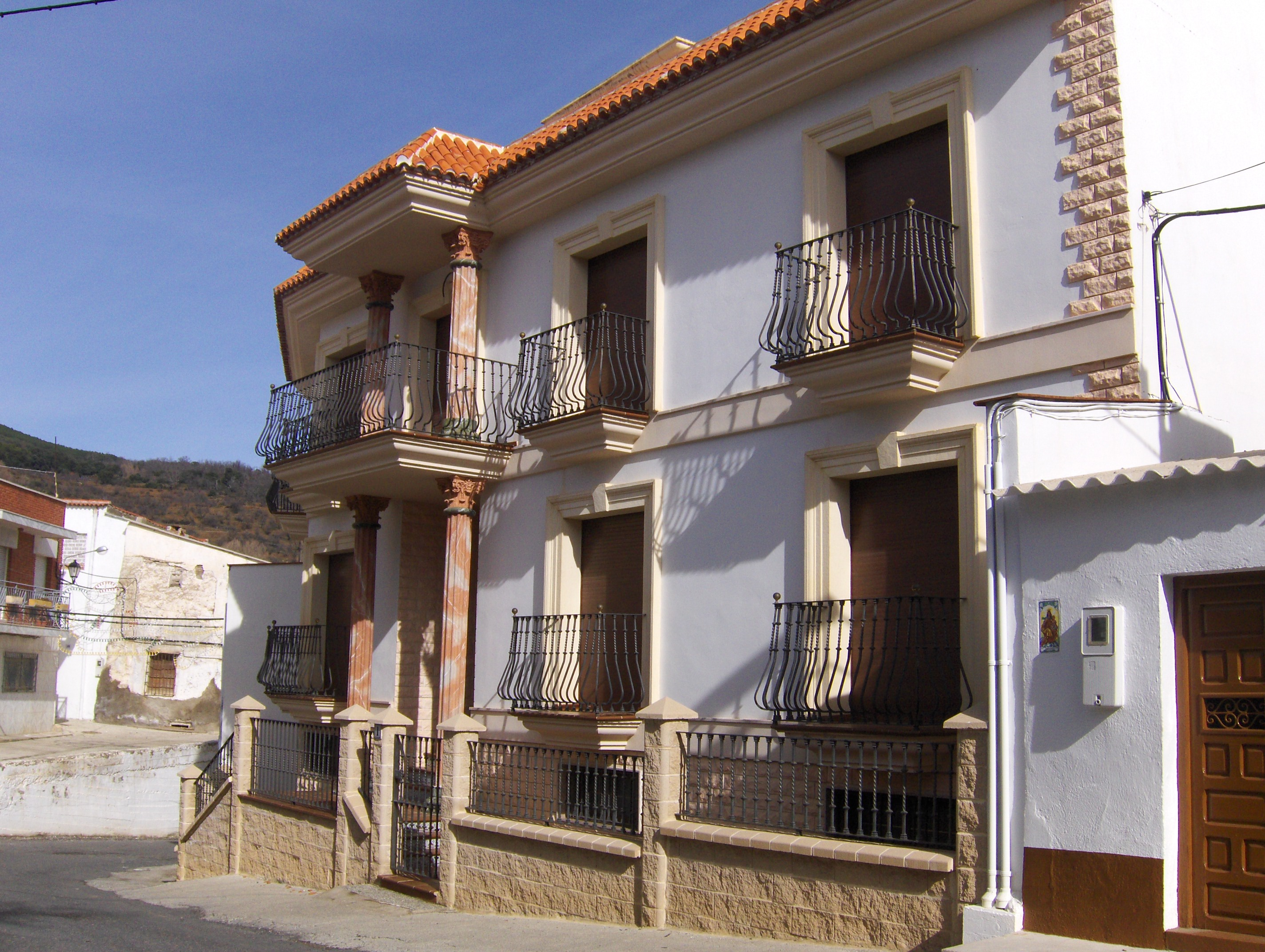
Casona de Paterna del Río.

- Iglesia de San Juan Evangelista: Fue construida en el siglo XVI, entre 1539 y 1540. Su estilo corresponde al arte mudéjar granadino. El templo de planta cuadrada y dispone de tres naves, siendo la central más grande que las anteriores. Las naves están separadas entre sí por arcos formeros. La capilla mayor está separada del resto por un arco de medio punto y posee un retablo del siglo XVIII, escoltado por otros dos más pequeños a los laterales, todos dedicados a la Santísima Trinidad y con unos dorados de excelente calidad. Todo el edificio posee una interesante cubierta mudéjar.[21]
- Iglesia de Nuestra Señora del Rosario (siglo XVII): iglesia mudéjar construida entre 1662 y 1667, de planta rectangular y techos artesonados de madera, situada en la pedanía de Guarros. Su estado, tras los derrumbes de 2009 y 2010, es ruinoso.[22][23]

- Ermita de los Remedios[24]
- Ermita de Ánimas

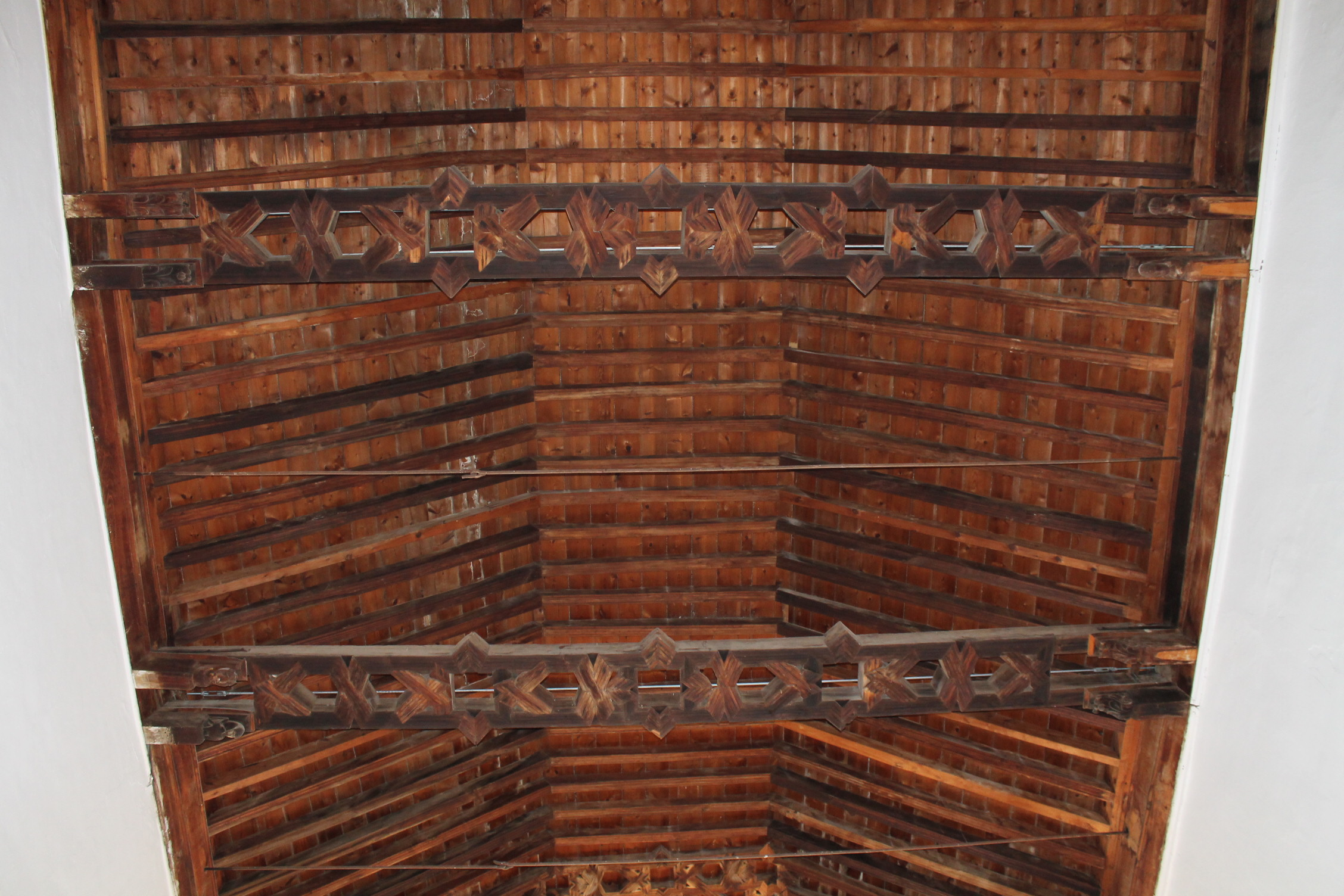
Iglesia de San Juan Bautista
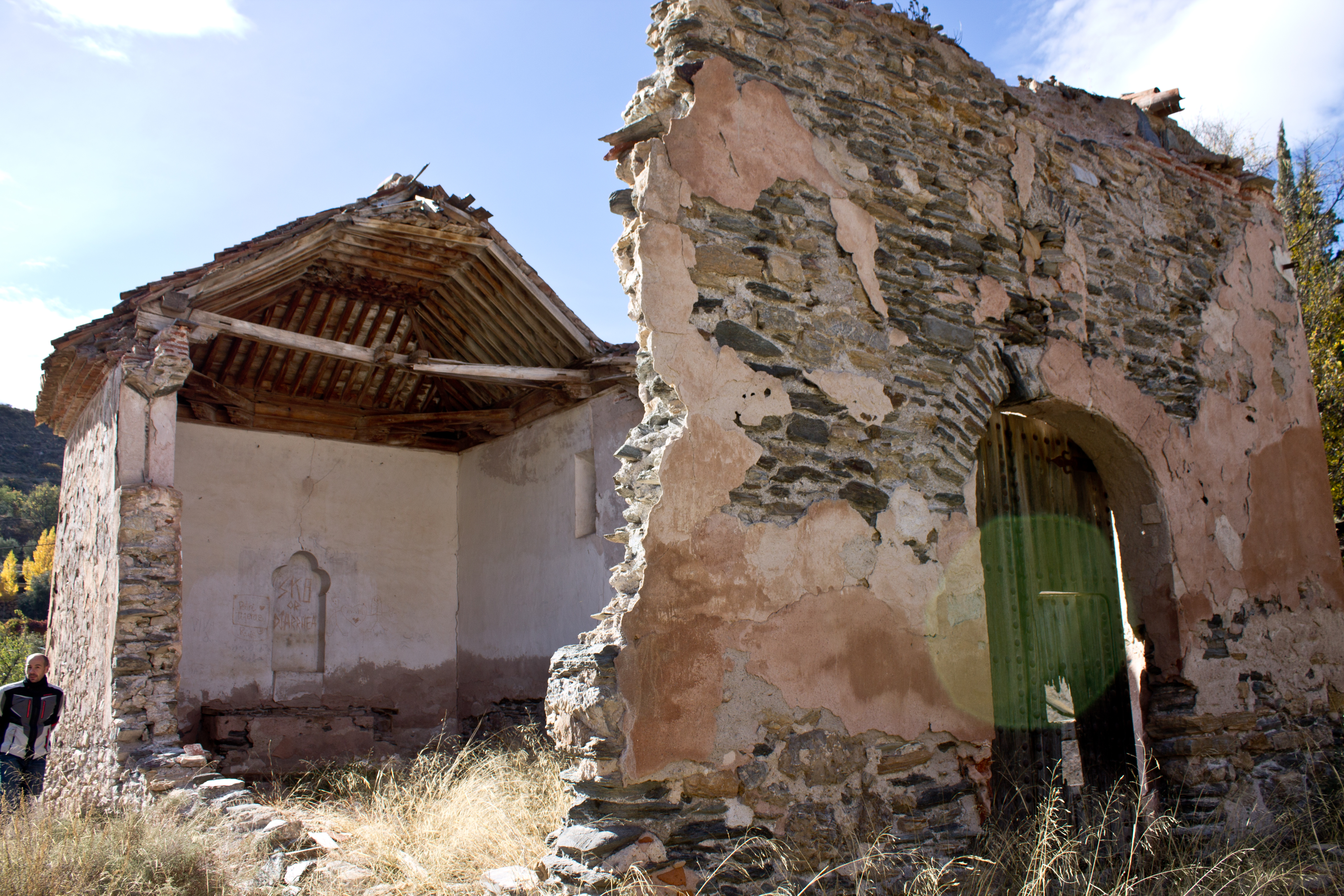
Iglesia de Ntra. Sra. del Rosario
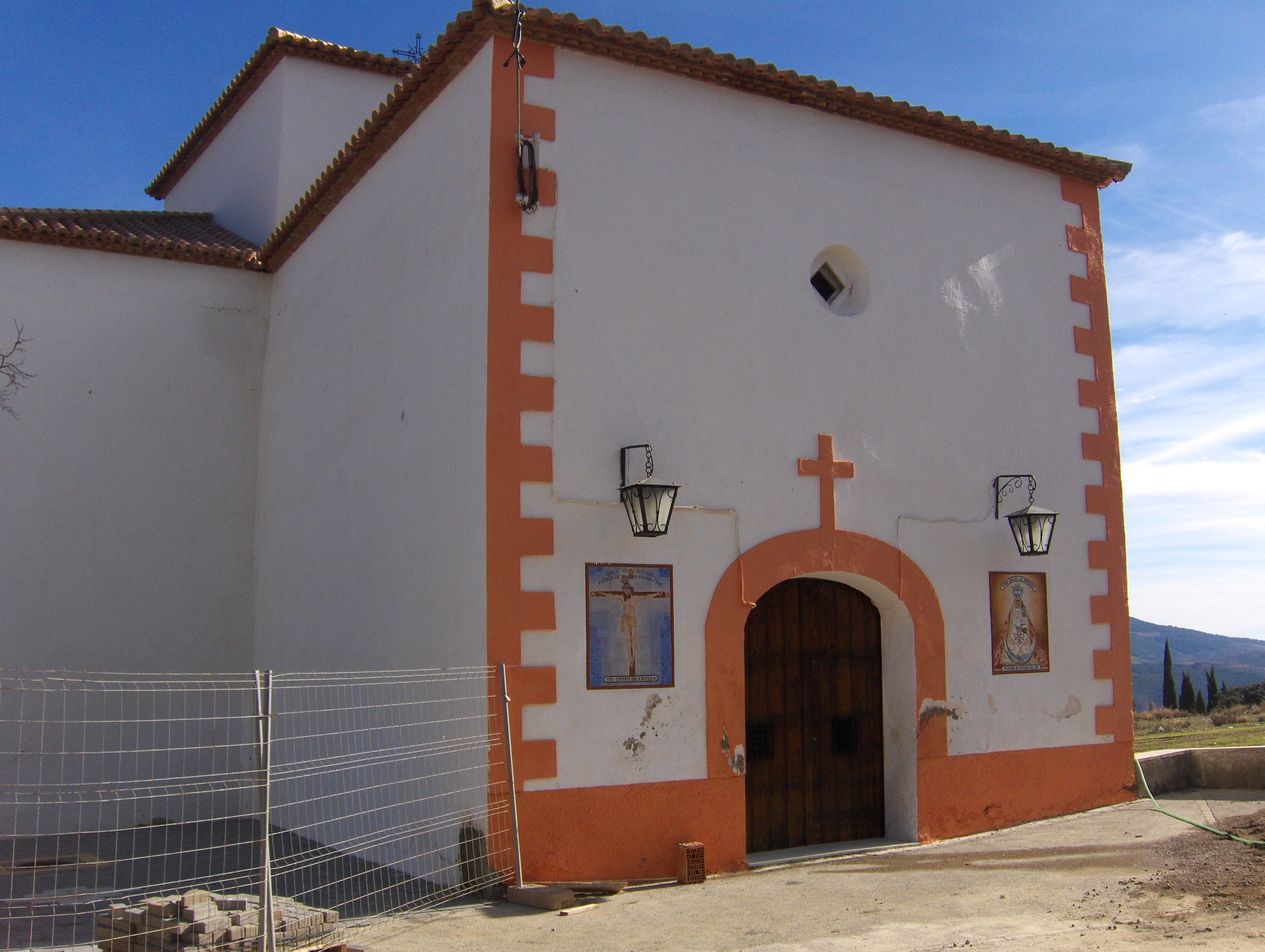
Ermita de los Remedios
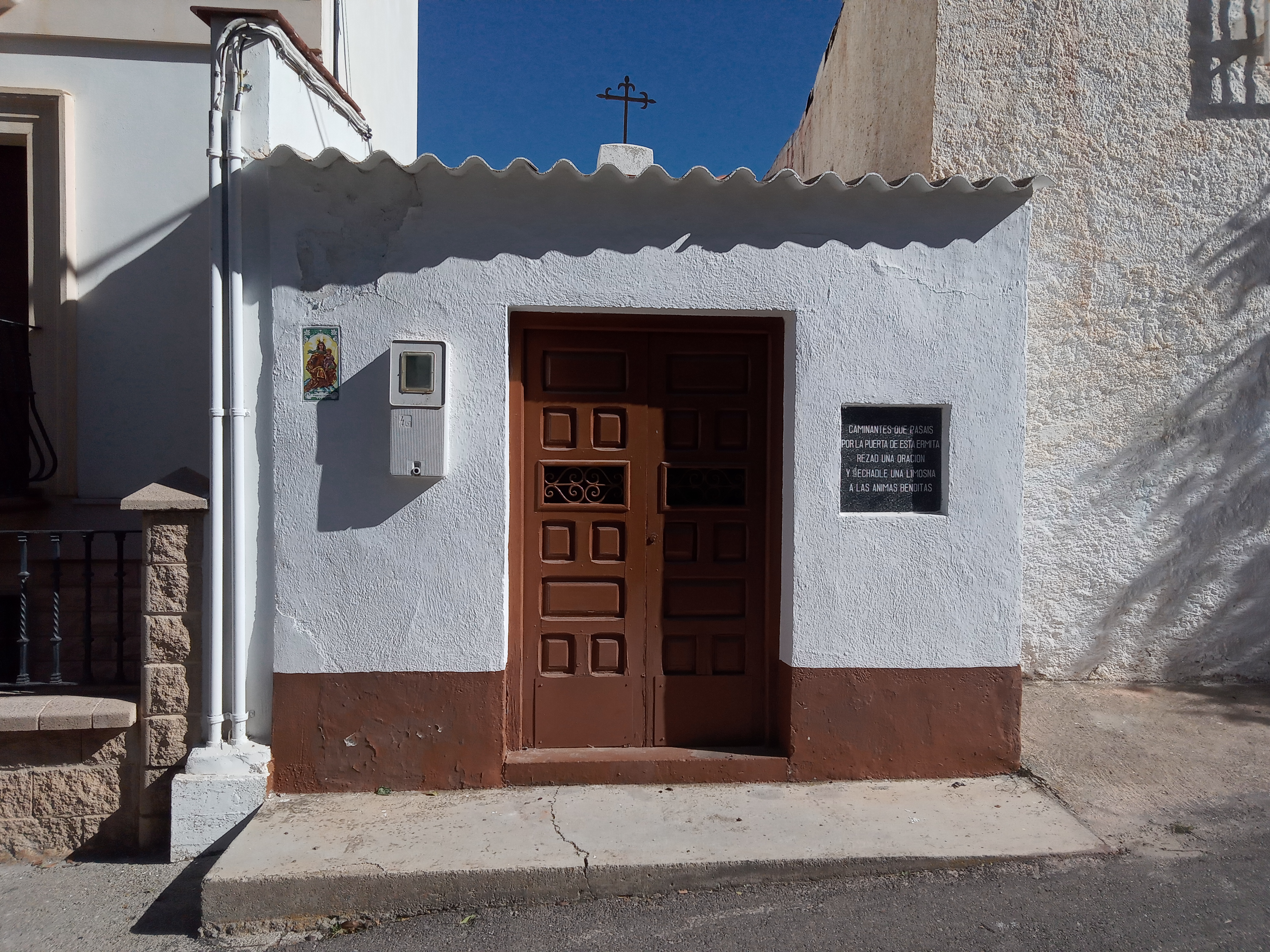
Ermita de Ánimas

### Patrimonio civil
- Fuente Agria[25]
- Fuente de la Ermita[26]

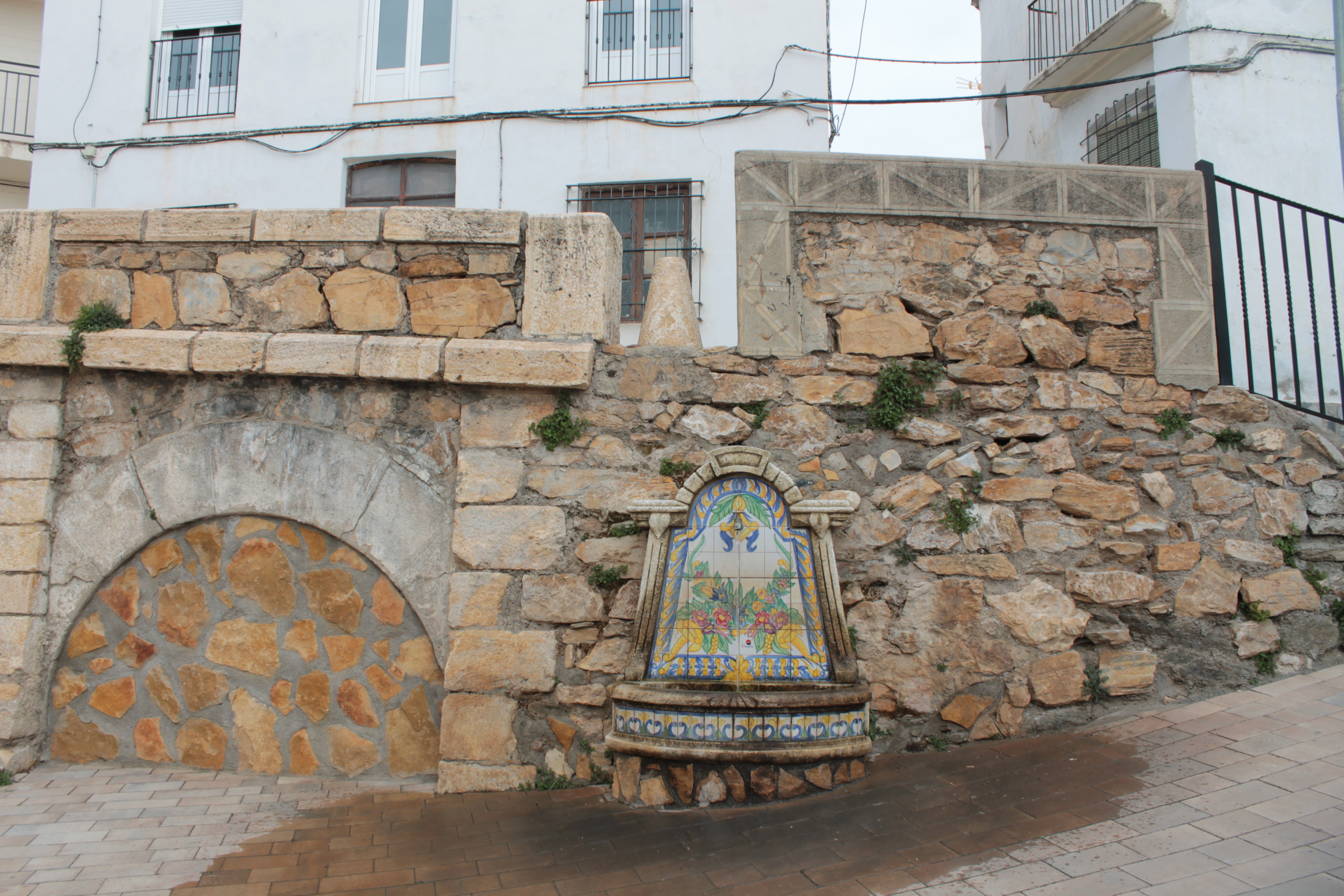
Fuente de la placetilla del mercado.

- Cerro del Castillo Iniza: antigua alquería de la taha medieval del Andarax, con los restos de un castillo en el cerro y de una ermita-mezquita.[27]

### Patrimonio cultural inmaterial

#### Festividades
- Relación de Moros y Cristianos: La trama principal es la toma del castillo cristiano y de la Virgen de los Remedios por parte del ejército moro. Se suceden una serie de batallas por ambos bandos. El general cristiano le conmina al moro que abandone el castillo, pero él se niega al aducir que antaño este les pertenecía. Finalmente, se le aparece la Virgen al general moro, que hace que se convierta él y su ejército al catolicismo y se rinden y firman la paz. Como personajes principales están los generales, tanto moro como cristiano; los embajadores, tanto moro como cristiano; y los ejércitos, de ambos bandos.[28]

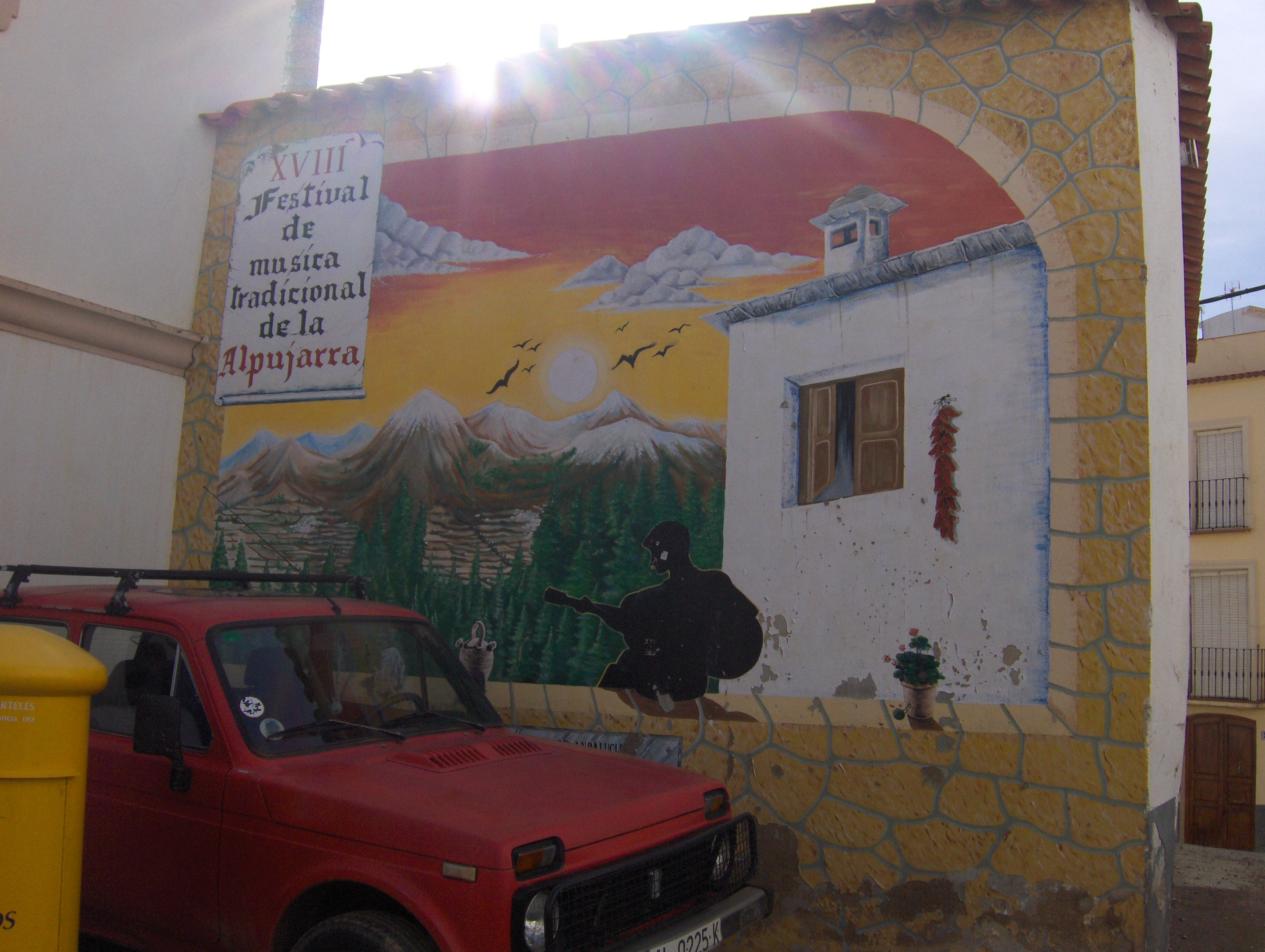
Cartel del XVIII Festival de Música Tradicional de la Alpujarra, celebrado en Paterna.

#### Tradiciones
- El baile de la Carrasquilla: Las canciones de rueda se solían interpretar en el contexto del juego del corro. Por lo general, se entonaba una estrofa descriptiva de cuatro versos, mientras los participantes del corro se tomaban de la mano y giraban lentamente.  Posteriormente, se cantaba un estribillo que permitía que una pareja se destacara en el centro del corro para coquetear o saludarse.  Recientemente, el grupo musical Villa del Río de Paterna ha recuperado esta danza con el objetivo de conocer y preservar sus tradiciones. Para su ejecución, han empleado únicamente instrumentos de cuerda y percusión. Seis niñas han sido las encargadas de bailar la canción de rueda, ejecutándola en círculo con movimientos tranquilos y un juego de pies. Toda la interpretación se ha expresado de manera gestual. En el pasado, estas canciones eran bailadas por parejas al finalizar las labores del campo. Los jóvenes se formaban en un corro y aprovechaban ciertas estrofas de la canción para coquetear sin temor a ser censurados.[29] Un ejemplo es el «Baile de la Carrasquilla», donde al final de la canción se cantaba:

«Que en mi pueblo no se estila eso,
que se estila un abrazo y un beso.»

Este ingenioso juego permitía que los jóvenes abrazaran y besaran a las jóvenes que les interesaban sin ser reprendidos por hacerlo en público.  La vestimenta tradicional que las mujeres llevaban al bailar esta «rueda» consistía en una falda negra o roja, bordada con flores; una camisa blanca con un chaleco negro sobre ella y un delantal blanco.

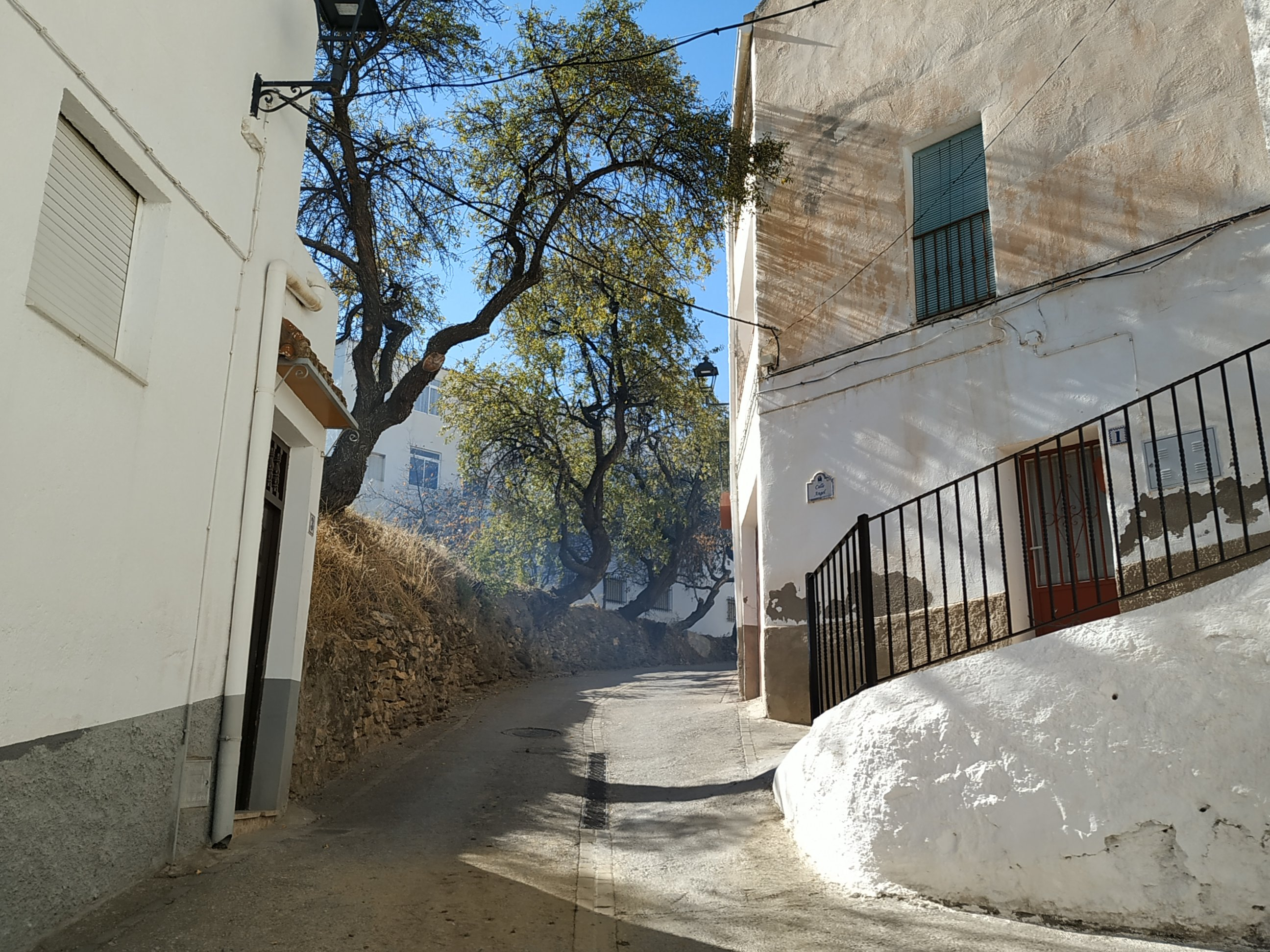
Calles de Paterna.

#### Eventos culturales
- Fiesta de la Castaña: Es un evento que se realiza desde el año 2007, en el cual se desarrollan diversas actividades. Entre las actividades que se desarrollan hay rutas de senderismo, conciertos, un mercadillo de artesanía y productos de la zona, concursos de fotografía y degustación de platos típicos realizados con castaña, entre otros.[30][31]
- Festival de Música Tradicional de la Alpujarra: el municipio participa en el festival musical y feria artesanal itinerante de las comarcas alpujarreñas de Granada y Almería. En 1999 fue sede del mismo.[32]

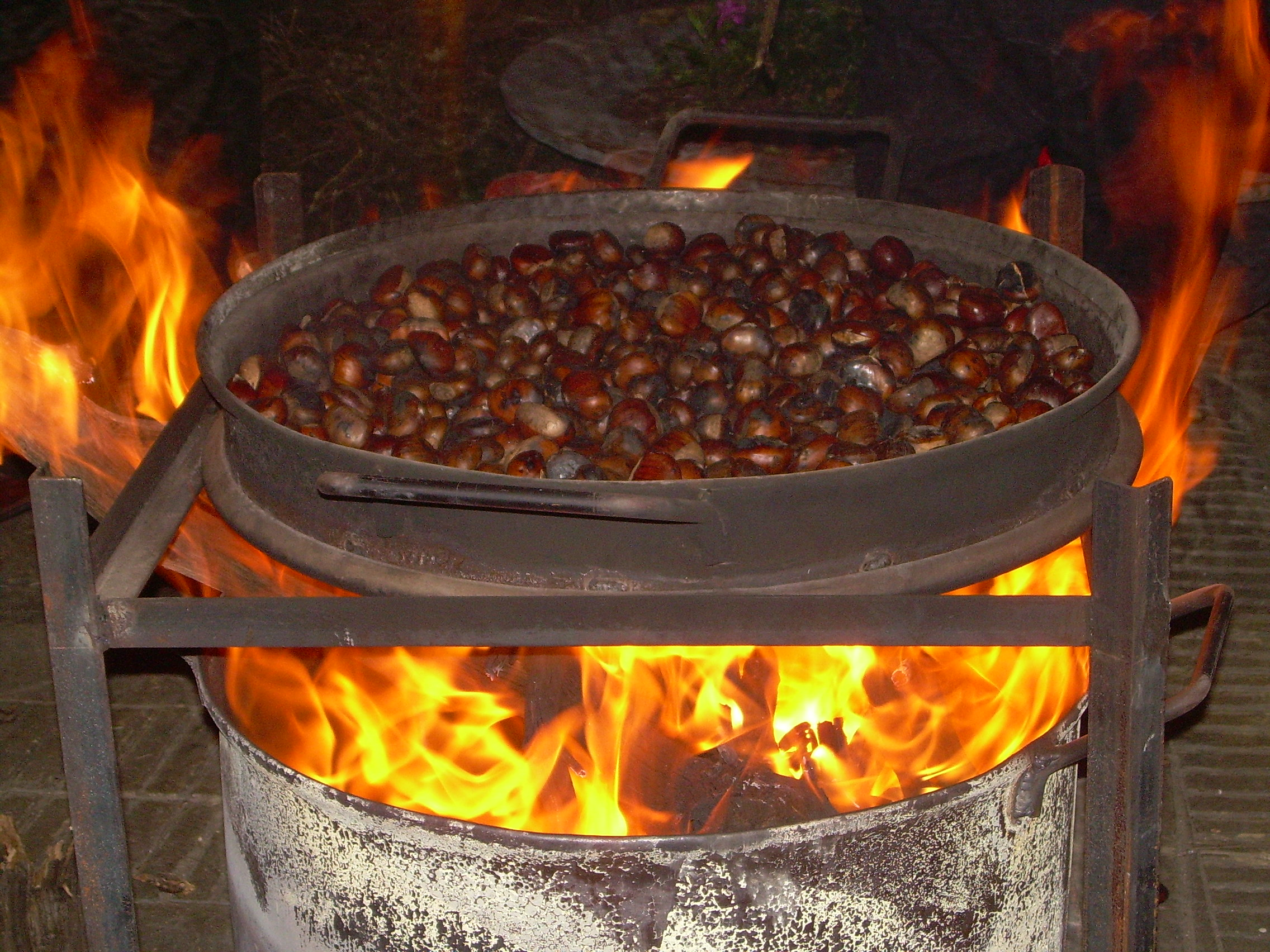
Castañada popular.

### Gastronomía
Entre los platos típicos, destacan como es habitual en la Alpujarra Almeriense, los guisos, como el potaje de castañas, las migas de sémola o de pan para los días fríos y lluviosos de invierno. Estas migas pueden ser acompañadas con caldo de pimentón, pimientos y tomates secos fritos, pescado, tajadas, ajos y cebollas asadas y longaniza y morcilla frita. También son destacables los pucheros, de trigo, calabaza e hinojo.
En el verano se consumen gazpachos y ensaladas del tiempo. Adamas, mencionar también las fritadas de conejo o pollo y las gachas con caldo de pescado.
Los embutidos como morcillas, chorizos, longanizas, butifarras y otros derivados del cerdo, son elaborados tras las tradicionales matanzas, antes de la Navidad.
En Navidad destacan reposterías típica, tortas de chicharrones, pan de aceite, los suspiros y los mantecados. 
En Semana Santa, con la prohibición de la carne, son típicos los potajes de Cuaresma con albóndigas de bacalao y como postre los roscos fritos y los buñuelos acompañados con anís, así como los hornazos de San Marcos, bollos de pan con aceite adornados con huevos.

## Deportes

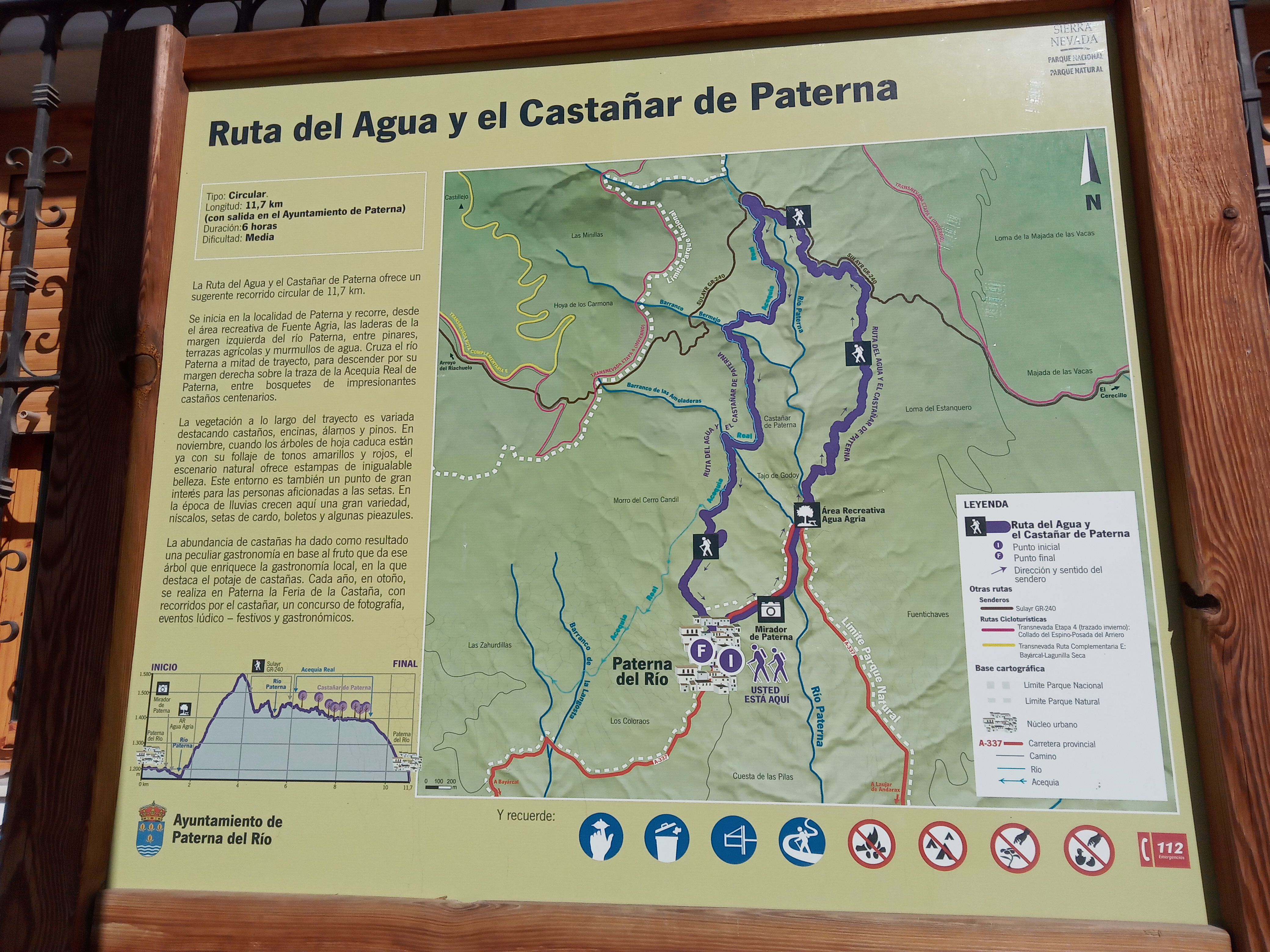
Ruta PR-A 452 del Agua y del Castañar.

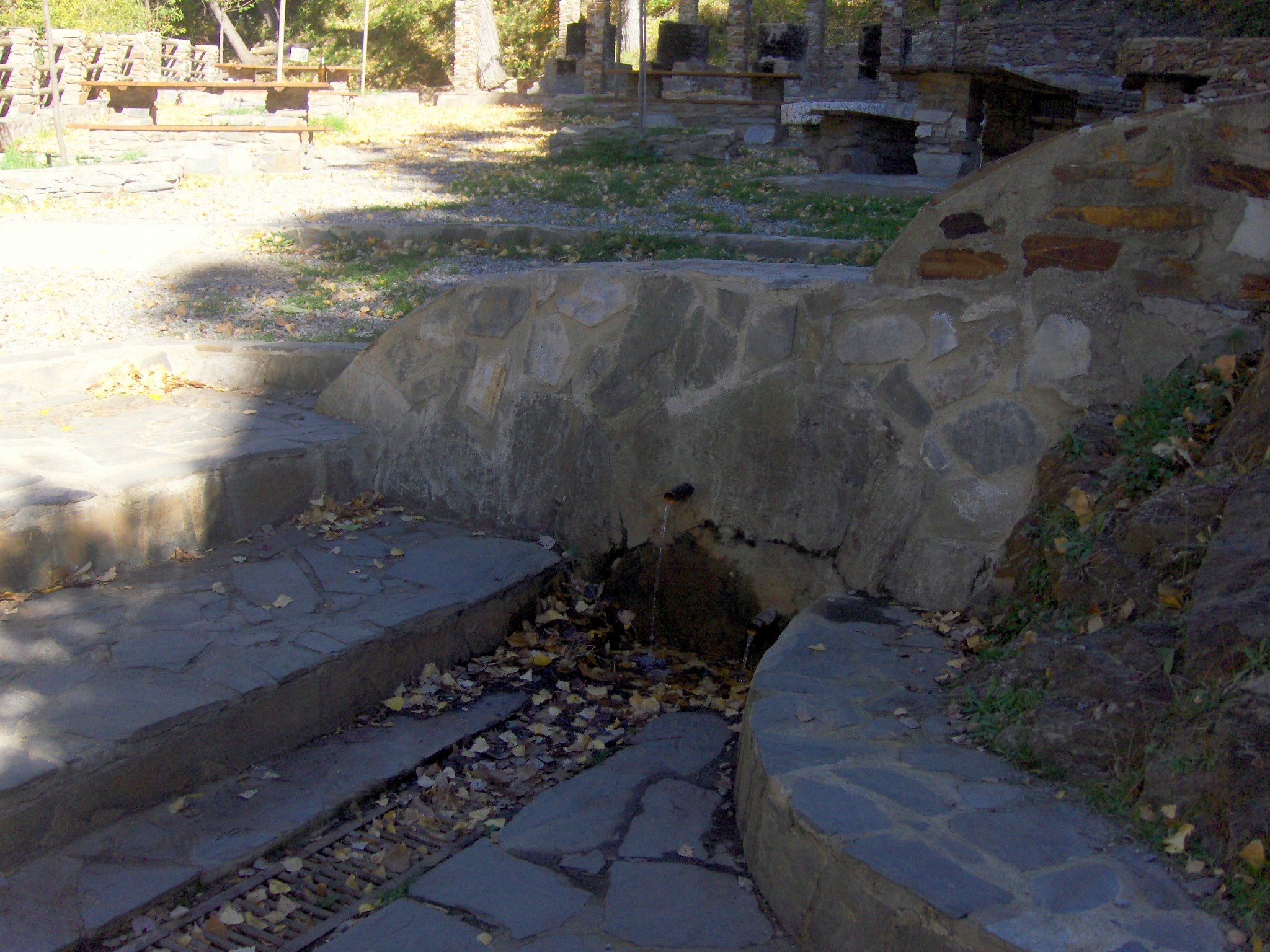
Fuente Agria.

El municipio es recorrido por varias rutas certificadas, como la ruta ciclista de montaña BTT TransAlmería. También los senderos de gran recorrido GR 240 — Sendero Sulayr y  GR 140 Puerto La Ragua - Cabo de Aguay  el de pequeño recorrido PR-A 452 — Senda del Agua – El Castañar, de traza circular y que cruza por el mirador de Fuente Agria.